# Třída Princesa de Asturias
Třída Princesa de Asturias byla lodní třída pancéřových křižníků španělského námořnictva. Celkem byly postaveny tři jednotky této třídy. Ve službě byly v letech 1903–1929.

## Stavba
Celkem byly postaveny tři jednotky této třídy. Objednány byly roku 1889. Představovaly derivát třídy Infanta Maria Teresa s poněkud modernější výzbrojí. Do jejich stavby se zapojily loděnice Arsenal de la Caracca, Arsenal del Ferrol a Arsenal del Cartagena. V důsledku porážky země ve Španělsko-americké válce byla jejich stavba pozdržena, aby mohla být konstrukce plavidel upravena. Do služby byly přijaty v letech 1903–1904. V té době však již byly silně zastaralé.
Jednotky třídy Princesa de Asturias:
| Jméno                        | Loděnice              | Založení kýlu | Spuštěn         | Vstup do služby | Osud                                                                                         |
| ---------------------------- | --------------------- | ------------- | --------------- | --------------- | -------------------------------------------------------------------------------------------- |
| Princesa de Asturias         | Arsenal de la Caracca | 1889          | 17. října 1896  | 10. června 1903 | Vyřazen 1927.                                                                                |
| Cardenal Jimenez de Cisneros | Arsenal del Ferrol    | 1890          | 19. března 1897 | 30. března 1903 | Dne 28. října 1905 ztroskotal kvůli navigační chybě na mělčinách Meixidos u pobřeží Galície. |
| Cataluña                     | Arsenal del Cartagena | 1890          | 24. září 1900   | 1904            | Vyřazen 1929.                                                                                |

## Konstrukce

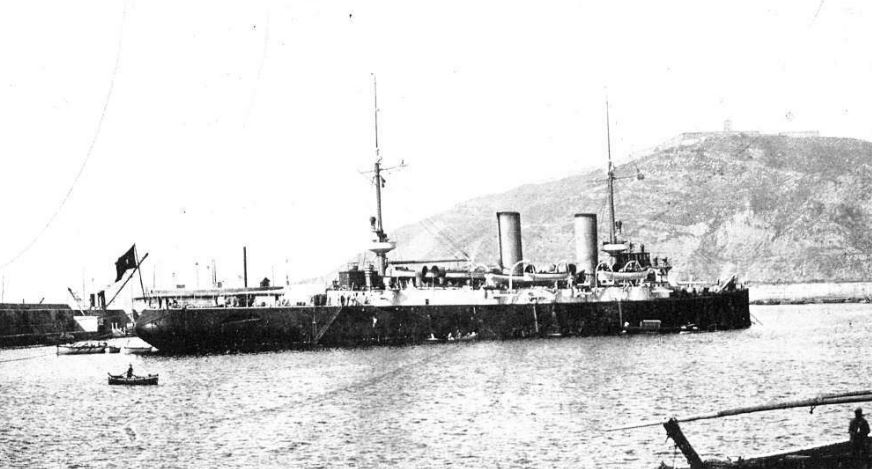
Cataluña

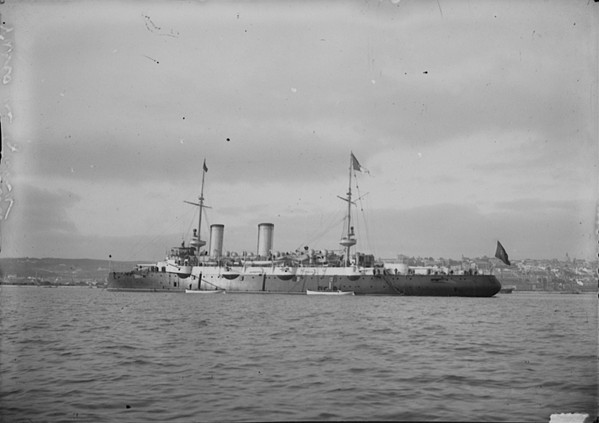
Pancéřový křižník třídy Princesa de Asturias

Hlavní výzbroj představují dva 240mm/41 kanóny Guillén M1896 v dělových věžích na přídi a na zádi a osm 140mm/33 kanónů Schneider-Canet. Doplňovalo je osm 57mm/42 kanónů Nordenfelt, deset 37mm kanonů Maxim a pět 450mm torpédometů. Plavidlo chránilo pancéřování z harveyované oceli. Boční pancéřový pás měl sílu 150-300 mm, barbety a můstek 200 mm, dělové věže 100 mm a paluba 57 mm. Pohonný systém tvořilo šest cylindrických kotlů a dva parní stroje o výkonu 14 800 hp, roztáčející dva lodní šrouby. Nejvyšší rychlost dosahovala 20 uzlů. Dosah byl 6500 námořních mil při rychlosti 10 uzlů.